# エスピオネージェンツ
『エスピオネージェンツ』（ESPION-AGE-NTS）は、1999年9月23日に発売された、ヒューネックス開発、NECホームエレクトロニクス販売のドリームキャスト用シミュレーションゲームである。
物語の舞台は近未来。混沌とした世界情勢の中で、国家以上の権勢を持って台頭してきたのが大企業群である。プレイヤーはスパイ組織の責任者となり、チーム「Espion-age-nts」を指揮して数々の任務に挑む事が目的となる。

## 関連書籍
- 『エスピオネージェンツ オフィシャルガイド』、ソフトバンクパブリッシング、ISBN 9784797311044、※絶版

| スタブアイコン | サブスタブ | この項目は、まだ閲覧者の調べものの参照としては役立たない、コンピュータゲームに関連した書きかけの項目です。この項目を加筆・訂正などしてくださる協力者を求めています（P:コンピュータゲーム/PJ:コンピュータゲーム）。 |